# 博迪利斯
博迪利斯（法語：Bodilis，法語發音：[bɔdilis]）是法国菲尼斯泰尔省的一个市镇，属于莫尔莱区。

## 地名
该地名“Bodilis”发音为[bɔdilis]，字母“s”发音，《世界地名翻译大辞典》与《世界地名译名词典》将其误译作“博迪利”。

## 地理
博迪利斯（48°31'50"N, 4°7'1"W）面积20.08 平方千米，位于法国布列塔尼大區菲尼斯泰尔省，该省份为法国最西部的省份，位于布列塔尼半岛西部，北西南三面环大西洋，东临阿摩尔滨海省和莫尔比昂省。
与博迪利斯接壤的市镇（或旧市镇、城区）包括：朗迪维肖、洛克埃吉内尔、普卢迪里、普卢加尔、普卢古尔韦斯特、拉罗什莫里斯、圣塞尔韦。
博迪利斯的时区为UTC+01:00、UTC+02:00（夏令时）。

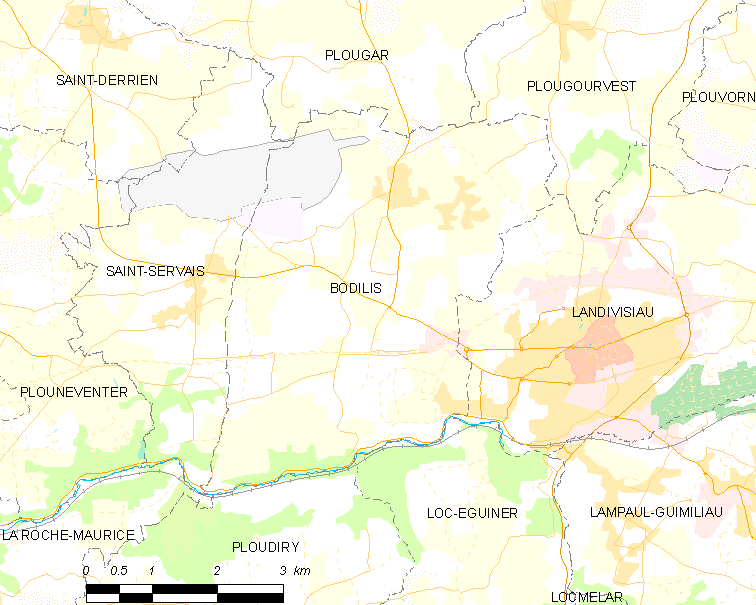
博迪利斯的OSM定位图

## 行政
博迪利斯的邮政编码为29400，INSEE市镇编码为29010。

## 政治
博迪利斯所属的省级选区为朗迪维肖县。

## 人口

1962-2008年间博迪利斯人口变化图示

博迪利斯于2022年1月1日时的人口数量为1700人。